# San Rafael (La Unión)
San Rafael es un distrito del cantón de La Unión, en la provincia de Cartago, de Costa Rica.

## Geografía
San Rafael cuenta con un área de 9,51 km² y una altitud media de 1340 m s. n. m.

## Demografía
Para el año 2022, San Rafael cuenta con una población estimada de 14 201 habitantes, y para el último censo efectuado, en 2011, San Rafael contaba con una población de 14 247 habitantes.

## Localidades
- Barrios: Carpintera, San Miguel, San Vicente, Pilarica.
- Poblados: Quebrada del Fierro, Fierro, Yerbabuena.

## Transporte

### Carreteras
Al distrito lo atraviesan las siguientes rutas nacionales de carretera:
- Ruta nacional 2
- Ruta nacional 251

### Ferrocarril
El Tren Interurbano administrado por el Instituto Costarricense de Ferrocarriles, atraviesa este distrito.